# Cyrtanthus flavus
Cyrtanthus flavus là một loài thực vật có hoa trong họ Amaryllidaceae. Loài này được Barnes mô tả khoa học đầu tiên năm 1931.